# Sarcinatrix anomalia
Sarcinatrix anomalia – gatunek skorków z rodziny skorkowatych i podrodziny Ancistrogastrinae.

## Taksonomia
Gatunek ten opisany został po raz pierwszy w 1903 roku przez Jamesa A.G. Rehna pod nazwą Opisthocosmia (Sarcinatrix) anomalia. Wyniesienia podrodzaju Sarcinatrix do rangi niezależnego rodzaju i wprowadzenia obecnie używanej kombinacji dokonał w 1911 roku Malcolm Burr.

## Morfologia
Skorek o ciele długości od 9 do 11 mm. Przysadzista, ciemnobrązowa głowa ma boczne krawędzie silnie ku tyłowi zwężone, a kąty tylne szeroko zaokrąglone. Powierzchnia głowy przed szwem koronalnym jest gładka. Duże oczy złożone są tylko nieco krótsze od skroni. Czułki buduje 12 członów, z których pierwszy jest dłuższy niż odległość między czułkami, drugi kwadratowy, trzeci dwukrotnie od niego dłuższy, a czwarty dłuższy od trzeciego. Brązowawożółte przedplecze nie odbiega zbytnio szerokością od głowy; jest tak szerokie jak długie, o tylnym brzegu i tylnych kątach zaokrąglonych, zaopatrzone w podłużną bruzdę środkową. Dobrze rozwinięte, wydłużone pokrywy (tegminy) mają barwę brązową do czarnej. Tylna para skrzydeł jest w pełni wykształcona, ciemno ubarwiona. Odnóża mają żółtawy kolor. Powierzchnię ciemnobrązowego, smukłego, niemal walcowatego odwłoka pokrywają silne, ale niezbyt gęsto rozmieszczone punkty. Przedostatni z jego sternitów ma u samca tylną krawędź wyciągniętą w długi, silnie zakrzywiony ku górze, spiczasto zakończony wyrostek. U samca pośrodku ostatniego z tergitów leży płytkie, trójkątne wgłębienie. Przysadki odwłokowe (szczypce) u obu płci są niezmodyfikowane, poza wierzchołkami zachowujące prosty kształt, równomiernie ząbkowane na krawędziach wewnętrznych. Narządy rozrodcze samca cechuje krótka i szeroka środkowa płytka parameralna, duże części szczytowe paramer zewnętrznych i długa, pozbawiona modyfikacji virga.

## Rozprzestrzenienie
Owad ten zamieszkuje krainę neotropikalną od Ameryki Centralnej po Południową. Podawany był z Kostaryki, Panamy, Boliwii, Brazylii, Peru i Ekwadoru.